# Limone di Procida
Il limone di Procida è un tipo di limone prodotto nell'isola di Procida, in Campania, secondo metodi e tecniche antiche tramandate di generazione in generazione.

## Caratteristiche
Il frutto, di pezzatura medio-grande, si presenta con una buccia grossa di colore giallo chiaro, con un'albedo di dimensione maggiori rispetto ad altre tipologie di limoni (per questo motivo, chiamato anche "limone pane"). Il loro profumo è intenso e il succo gradevolmente acido. Questo limone può essere utilizzato per fare succhi, per aromatizzare altri piatti, oppure può essere mangiato da solo, a fette, come dessert.
La regione Campania lo ha inserito nell'elenco dei prodotti agroalimentari tradizionali campani.